# Diana Der Hovanessian
Diana Der Hovanessian (Worcester, Massachusetts, 21 de mayo de 1934-1 de marzo de 2018) fue una poeta, traductora y autora armenia estadounidense. Gran parte del tema de su poesía trataba sobre Armenia y la diáspora armenia. Escribió y publicó más de veinticinco libros.

## Biografía
Der Hovanessian nació en Worcester en una familia armenia. Asistió a la Universidad de Boston, con especialización en inglés, y luego continuó su educación en Harvard, estudiando con Robert Lowell. Se convirtió en profesora de literatura estadounidense en la Universidad Estatal de Ereván y fue dos veces profesora Fulbright de poesía armenia. Dirigió muchos talleres, entre ellos en la Universidad de Boston, Bard College y Columbia, además de ser poeta visitante y profesora de poesía estadounidense, poesía armenia traducida y literatura sobre derechos humanos en los Estados Unidos y en el extranjero. Durante más de treinta años se desempeñó como presidenta del Club de Poesía de Nueva Inglaterra, y estuvo en la junta de traducción de Universidad de Columbia. Trabajó como poeta en las escuelas de Massachusetts.
Se tradujeron tres volúmenes de su poesía al armenio que fueron publicados en Ereván. Sus obras también fueron traducidas al griego, francés y rumano. Sus poemas han aparecido en The New York Times, The Christian Science Monitor, The Boston Globe, Paris Review, Writer's Almanac, AGNI, The American Poetry Review y The Nation, entre otros.